# Odiah Sidibé
Odiah Sidibé (* 13. Januar 1970 in Fréjus) ist eine ehemalige französische Sprinterin.
Auf internationaler Ebene trat sie zum ersten Mal bei den Europameisterschaften 1990 in Split in Erscheinung. Dort wurde sie im 100-Meter-Lauf in 11,40 s Fünfte. Erfolgreich war Sidibé aber vor allem als Staffelläuferin. Mit der französischen 4-mal-100-Meter-Staffel belegte sie sowohl bei den Olympischen Spielen 1992 in Barcelona als auch bei den Leichtathletik-Weltmeisterschaften 1993 in Stuttgart den vierten Rang. Bei den Olympischen Spielen 1996 in Atlanta wurde sie mit der Staffel Sechste und erreichte im 100-Meter-Lauf die Halbfinalrunde.
Einen der größten Erfolge ihrer Karriere feierte sie bei den Leichtathletik-Weltmeisterschaften 2001 in Edmonton. Dort gewann sie als Schlussläuferin in der Staffel gemeinsam mit Sylviane Félix, Frédérique Bangué und Muriel Hurtis in 42,39 s die Silbermedaille hinter dem deutschen Quartett. 2002 holte sie dann bei den Europameisterschaften in München die Goldmedaille mit der Staffel. In der Aufstellung Delphine Combe, Muriel Hurtis, Sylviane Félix, Odiah Sidibé schlugen die Französinnen in 42,46 s die Staffeln aus Deutschland und Russland. Im 100-Meter-Lauf belegte Sidibé in 11,57 s den siebten Platz.
Zu den Leichtathletik-Weltmeisterschaften 2003 in Paris wurde sie noch einmal für die französische 4-mal-100-Meter-Staffel nominiert, kam aber bei deren Titelgewinn nicht zum Einsatz.
Odiah Sidibé hatte bei einer Körpergröße von 1,76 m ein Wettkampfgewicht von 64 kg.

## Bestleistungen
- 100 m: 11,25 s, 27. Juli 1989, Font-Romeu
- 200 m: 23,90 s, 25. Mai 2002, Montgeron
- 60 m (Halle): 7,16 s, 16. Februar 1997, Liévin